# 明潭吻鰕虎魚
明潭吻鰕虎魚为輻鰭魚綱虾虎鱼亚目鰕虎魚科的其中一種

## 分布
本魚分布於臺灣西部及東北部。
近年來因被放生至臺灣東部，造成分佈於東部之細斑吻蝦虎數量減少

## 特徵
本魚體延長，圓鈍而後方側扁，頭大，吻部寬鈍，雄魚吻部明顯長於雌魚，眼小而高。口裂大，向後斜下延伸至眼前緣垂線下方，體被櫛鱗，頰部及鰓蓋皆裸出，背鰭2個，雄魚第一背鰭以第二或第三棘最長，略延長呈絲狀，尾鰭圓形。體色為黃褐色或深褐色，體側斑塊不明顯，鱗片有橘色斑點，胸鰭基部有2條紅棕色橫線。體長可達7.8公分。

## 生態
本魚棲息在砂礫底質的河川，屬底棲性魚類，雜食性偏向肉食性。

## 經濟利用
可食用或當觀賞魚。

## 扩展阅读
維基物種上的相關：明潭吻鰕虎魚